# Ичкиле Хасан
Ичкиле-Хасан — оглан, представитель крымской ветви потомков Тука-Тимура, брат правителей крымского улуса Али и Таш-Тимура. Согласно летописи, составленной тюрко-татарским историком Кадыр-Али-беком, находился вместе с бекляри-беком Идигу на Сыр-Дарье и выдал его местонахождение сторонникам Кадыр-Берди, сына Токтамыша, в результате чего Идигу был убит. Отец хана Золотой Орды Улу-Мухаммеда.